# Nadia
Nadia （ナディア、英: Nadia）は、Nadia株式会社（代表取締役社長葛城嘉紀）が運営するレシピサイト。2012年（平成24年）12月25日開設。

## 概要
Nadiaは「プロの料理家のおいしいレシピ」が集まるレシピメディア。2012年12月に発足し、2022年に10周年を迎え、月間2,000万人に利用されている。。
Nadiaにレシピを投稿するのは運営会社による独自の審査を通過した、テレビ・出版・Instagramなどで活躍する総勢800名のプロの料理家、料理研究家、管理栄養士、フードコーディネーターなど、通称「Nadia Artist」たち。これまで公開されているレシピは約12万件。。レシピや写真のクオリティを一定以上に保つことで、ユーザーの食卓に少しでも上質なコンテンツを届けることを重視している。
Nadia Artistの総フォロワー数は2023年1月時点で合計2,000万人を超え、そのインフルエンサー力についても、注目されている。
また、株式会社宝島社から「Nadia Artistシリーズ」、株式会社ワン・パブリッシングから「Nadia Books」、2023年からは株式会社KADOKAWAから「Nadia Collection」と3つのレーベルで出版も行っている。
2023年にはTwitterフォロワー数が58万人を超えるつくりおき食堂まりえさんや、人気料理家・動画クリエイターのはるあんがNadia Artistとして加入。

## 主なNadia Artist
- ヤミー
- 栁川かおり
- 高橋善郎
- Yuu
- 森野熊八
- RINATY　など

## 出版
- 『Nadia magazine vol.01』（ワン・パブリッシング、2021年1月14日、ISBN 978-4651200675）
- 『Nadia magazine vol.02』（ワン・パブリッシング、2021年4月14日、ISBN 978-4651200927）
- 『Nadia magazine vol.03』（ワン・パブリッシング、2021年7月14日、ISBN 978-4651201139）
- 『Nadia magazine vol.04』（ワン・パブリッシング、2021年10月14日、ISBN 978-4651201603）
- 『Nadia magazine vol.05』（ワン・パブリッシング、2022年1月14日、ISBN 978-4651201900）
- 『Nadia magazine vol.06』（ワン・パブリッシング、2022年5月12日、ISBN 978-4651201917）
- 『Nadia magazine vol.07』（ワン・パブリッシング、2022年9月13日、ISBN 978-4651201924）
- 『Nadia magazine vol.08』（ワン・パブリッシング、2023年1月14日、ISBN 978-4651202976）
- 『Nadia magazine vol.09』（ワン・パブリッシング、2023年5月12日、ISBN 978-4651202983）